# Иванков
Иванков (на украински: Іванків; на руски: Иванков) е селище от градски тип в Киевска област на Украйна. Разположен е на левия бряг на река Тетерев. Той е административен център на бившият район Иванков, който става част от района на Вишгород. Населението му е 10 191 души (оценка за 2021 г.).

## История
В средата на 15 век територията около съвременен Иванков се нарича "Земля Трудиновска" (Трудиновска земя). Собственост на киевския болярин Олегня Юхнович. През 1524 г. кралят на Полша Зигмунт I Стари дава тази земя на киевчанина Тишко Проскура. През 1589 г. собственик на тази земя става Иван Проскура. Градът е основан през 1589 г. и носи името на Иван Проскура. Първоначално се нарича "Иванив" и "Ивановка", но по-късно се променя на "Иванков". В началото на 17 век кримските татари извършват четири военни похода на Полесия и много хора в Иванков са убити, пленени и продадени в робство.
На 30 май 1645 г. силите на Станислав Конецполски атакуват Иванков, който по това време принадлежи на Олизар Волчкевич.
Съобщава се, че Историческият и местен исторически музей в Иванков е бил разрушен по време на битката за Иванков, част от руската инвазия в Украйна през 2022 г., като са унищожени над двадесет творби на художничката Мария Примаченко.

## География
Разположен в южната част на своя район, Иванков се намира между Киев и Припят. Намира се на 68 км южно от Чернобилската електроцентрала. Град Иванков не е толкова засегнат от авария в Чернобил в сравнение с други градове.